# 习近平大道
习近平大道位於柬埔寨首都金边，由中國的上海建工集團承建。为感谢中华人民共和国对柬埔寨的帮助，該道路以中共中央总书记习近平的名字命名，與現有的毛澤東大道相輝映道路全長53公里，寬22米，連接金邊三環路的國道1號與國道4號路段，於2019年1月14日開工建設，總造價2.73億美元，其中柬埔寨政府出資，中國提供優惠貸款。該道路被譽為柬埔寨歷史上造價最高的基礎設施項目之一。
亞太地緣政治觀察家森·萬利（Seng Vanly）向CamboJA News表示，將道路命名為「習近平大道」並不罕見，因為柬埔寨的其他道路也曾以國際領袖或國家命名，以象徵雙方的密切友誼。